# بيرت إدواردز
بيرت إدواردز (3 ديسمبر 1913 - 22 يناير 2002)  (بالإنجليزية: Bert Edwards)‏ هو لاعب كريكت بريطاني وبريطاني (وحمل سابقاً جنسية المملكة المتحدة لبريطانيا العظمى وأيرلندا). شارك مع منتخب إنجلترا للكريكت.

## وصلات خارجية
- بيرت إدواردز على موقع إي آس بي آن كريك إنفو (الإنجليزية)